# Josef Ausweger
Josef Ausweger (* 21. Mai 1900 in Althofen; † 4. April 1978 in Salzburg) war ein österreichischer Politiker (ÖVP) und Kaufmann. Er war zwischen 1945 und 1949 Abgeordneter zum Salzburger Landtag sowie dessen Zweiter Landtagspräsident-Stellvertreter.

## Ausbildung und Beruf
Ausweger besuchte ab 1905 die Volksschule in Gmunden und wechselte danach an die örtliche Bürgerschule, die er 1913 abschloss. Nach dem Ende des Pflichtschulbesuchs begann er eine Lehre beim Stern & Hafferl in Gmunden, die er zwischen 1913 und 1916 absolvierte. Nach dem Ende seiner Lehrzeit arbeitete er zwischen 1916 und 1918 als Monteur beim Elektrizitätswerk in Innsbruck und wurde 1918 schließlich noch zum Kriegsdienst im Ersten Weltkrieg eingezogen. Der Rückkehr aus dem Krieg folgten zwischen 1919 und 1921 weitere Jahre berufliche Tätigkeit beim Elektrizitätswerk Stern & Hafferl in Gmunden, danach machte er sich 1921 als Kaufmann in Salzburg selbständig.

## Politik und Funktionen
Ausweger fungierte zwischen 1933 und 1938 als Bezirksführer der Vaterländischen Front, weshalb er nach der Machtübernahme der Nationalsozialisten 1938 verhaftet und im KZ Dachau inhaftiert wurde. Zwischen 1944 und 1945 musste er im Zweiten Weltkrieg dienen. Nach dem Ende des Krieges wurde er 1945 zum Salzburger Landesobmann des Österreichischen Wirtschaftsbundes gewählt, wobei er diese Funktion bis 1958 innehatte. Er wirkte zudem zwischen 1946 und 1960 als Präsident der Salzburger Handelskammer und war ab 1945 Landesinnungsmeister des Elektrohandels. Des Weiteren war er von 1957 bis 1963 stellvertretender Obmann der Salzburger Gebietskrankenkasse, zwischen 1960 und 1970 Kurator des Salzburger Wirtschaftsförderungsinstitutes sowie ab 1945 Präsident des überparteilichen KZ-Verbandes. Als politischer Mandatar gehörte er von 1945 bis 1946 dem provisorischen Gemeinderat der Stadt Salzburg an, des Weiteren vertrat er die Österreichische Volkspartei vom 12. Dezember 1945 bis zum 30. November 1949 im Salzburger Landtag. Während seiner Zugehörigkeit zum Salzburger Landtag war er zudem Zweiter Landtagspräsident-Stellvertreter.

## Auszeichnungen
- Kommerzialrat (1948)
- Großes Silbernes Ehrenzeichen für Verdienste um die Republik Österreich (1956)[1]
- Goldenes Verdienstzeichen des Landes Salzburg (1970)